# Võ thuật Việt Nam

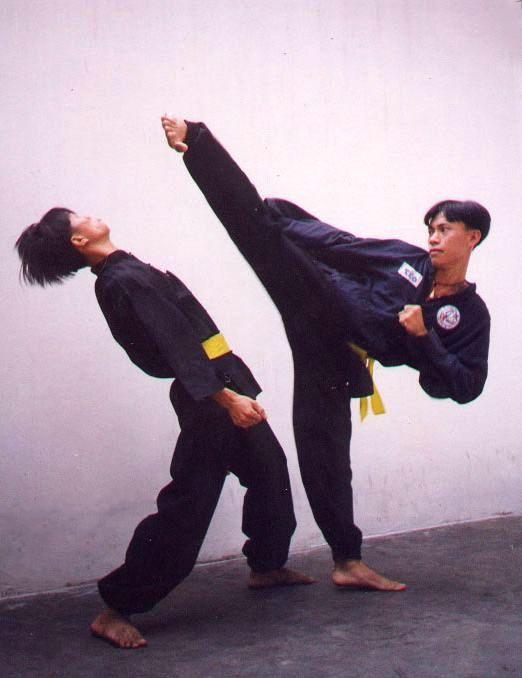
Một đòn đá trong làng võ Tân Khánh Bà Trà.

Võ thuật Việt Nam là tên gọi khái quát hệ thống võ thuật, các võ phái, bài thảo, võ sư khai sinh và phát triển trên đất nước Việt Nam, hoặc do người Việt làm chưởng môn, gây dựng sáng tạo tại ngoại quốc từ xưa đến nay, có những đặc trưng riêng biệt trong sự đối sánh với các võ phái nước ngoài khác. Võ thuật Việt Nam có nội hàm khái niệm rộng hơn thuật ngữ võ cổ truyền Việt Nam (thường biết đến với tên gọi võ Ta phân biệt với võ Tàu) vốn thường dùng để chỉ những võ phái đã phát triển trong khoảng từ giữa thế kỷ 20 trở về trước trên lãnh thổ Việt Nam, theo đó, võ thuật Việt Nam có thể bao gồm cả những môn phái mới sinh thành trong thời điểm hiện tại, và bao quát cả những võ phái đã phát triển trong suốt trường kỳ lịch sử Việt Nam.

## Lịch sử
Kể từ bình minh của lịch sử, dân tộc Việt đã luôn phải chinh phục thiên nhiên hoang dã để mở cõi và đấu tranh chống ngoại xâm, nhất là những đạo quân từ phương Bắc tràn xuống. Những vũ khí bằng đồng của tổ tiên được tìm thấy, có niên đại từ thiên niên kỷ đầu tiên trước công nguyên, như dao găm, giáo, rìu, gươm là những vũ khí đánh gần. Việc sử dụng chúng đòi hỏi phải có sự can đảm, khéo léo kỹ thuật thành thạo. Chính những yếu tố đó lại rất cần thiết để phát triển các hình thức chiến dấu nhằm tạo thuận lợi và nâng cao hiệu quả của vũ khí. Tuy nhiên, các sử gia đã không thể tìm thấy bất cứ bằng chứng nào minh chứng cho sự tồn tại của những kỹ pháp võ thuật, hiểu theo nghĩa hiện đại, trong nền văn hóa buổi đầu của lịch sử dân tộc.
Những sự kiện lịch sử trong suốt hai thiên niên kỷ tiếp theo đã thúc đẩy dần sự hình thành không chỉ binh pháp mà cả những kỹ thuật sử dụng binh khí: đại phá quân Nam Hán trên Bạch Đằng giang năm 938, phá Tống năm 981 và 1077, chống Nguyên Mông năm 1258, 1285 và 1288, khởi nghĩa chống đô hộ của nhà Minh những năm 1418 đến 1428, chiến thắng nhà Thanh năm 1789.
Trong suốt hai thời kỳ nhà Lý và nhà Trần từ thế kỷ 11 đến thế kỷ 14, Phật giáo trở thành quốc giáo. Những phương thức nghiêm ngặt nhằm tự kiểm soát, hoàn thiện mình và rèn luyện những bí kíp về thần, khí, ý, lực đã giúp các nhà sư không chỉ am tường tôn giáo mà còn rất giỏi võ. Thời Lý, các nhà sư thường tổ chức lễ hội ở chùa chiền và đền miếu, nơi có những hoạt động mang đậm tinh thần thượng võ như đấu vật và tỉ thí võ nghệ tay không hoặc có binh khí.
Từ thế kỷ 15 đến thế kỷ 19, võ Việt Nam tồn tại ở hai dạng: bình dân (tại các lễ hội) và triều đình (chương trình chuyên rèn luyện và thi võ). Các hoạt động võ thuật bình dân được tổ chức rộng rãi trong dân chúng, thường tại các lò võ và các lễ hội truyền thống, để giải trí, gia tăng tinh thần thượng võ, nâng cao kỷ luật và tự vệ. Nổi tiếng trong các lễ hội này là các hình thức võ vật, đặc biệt là vật Liễu Đôi ở Nam Định. Những đô vật tài giỏi được dân gian phong là "trạng Vật". Nhiều người trong số họ sau này trở thành những lãnh tụ của các cuộc khởi nghĩa nông dân, như Phùng Hưng, Nguyễn Hữu Cầu, Nguyễn Cừ, Lê Lợi, Nguyễn Xí, Tây Sơn tam kiệt (Nguyễn Nhạc, Nguyễn Huệ, Nguyễn Lữ) và các đô đốc tài ba của họ v.v.
Trong khoảng cuối thế kỷ 19 đầu thế kỷ 20, nhiều cuộc khởi nghĩa chống Pháp nổ ra do những bậc công thần treo ấn từ quan để thể hiện sự phản đối của mình với chính sách của triều Nguyễn. Suốt thời kỳ này võ thuật phổ biến rộng rãi. Thậm chí khi phong trào chống Pháp suy yếu thì các lò võ vẫn âm thầm hoạt động và các võ sư vẫn bí mật truyền thụ võ thuật cho học trò, tạo nên những chương trình luyện tập võ nghệ của quần chúng tồn tại song song với võ kinh của triều đình. Tuy nhiên, đương đầu với những hỏa khí (súng, đại bác) hiện đại từ Tây phương, bạch khí (gươm, giáo, mác) tỏ rõ sự hạn chế. Trong quân sự, võ thuật đột nhiên không còn đóng vai trò quyết định trong các cuộc chiến. Dưới thời thuộc Pháp, triều đình ngừng việc đào tạo võ nghệ và trong dân chúng, các môn thể dục thể thao phương Tây dần ngự trị. Tuy nhiên, rèn luyện võ thuật nhằm phát dương quang đại tinh thần thượng võ, kỹ thuật tự vệ, vẫn âm thầm nở rộ trong dân chúng, hình thành các trung tâm võ thuật với nhiều lò võ lừng danh ở Thăng Long - Hà Nội (miền Bắc), Thanh Hóa, Nghệ An, Bình Định (miền Trung), Sài Gòn và các tỉnh đồng bằng sông Cửu Long (miền Nam).
Cũng từ thế kỷ 19 đến hết thế kỷ 20, nhiều trường phái võ thuật khác nhau đến từ các nước châu Á khác du nhập dần vào Việt Nam như Judo, Aikido, Karate (Nhật Bản), Wushu, Vịnh Xuân phái, Thiếu Lâm phái, Võ Đang phái, Nga Mi phái, Thái Cực quyền (Trung Quốc); Pencak silat (Malaysia), Taekwondo (Triều Tiên), quyền Anh (châu Âu) v.v. Người Việt đã tiếp nhận, chuyển hóa, kết hợp với võ thuật bản địa, làm phong phú thêm kỹ thuật tự vệ của võ học dân tộc. Liên đoàn Võ thuật Cổ truyền Việt Nam được thành lập năm 1991 với tinh thần gìn giữ và phát huy tinh hoa võ thuật của tổ tiên, giới thiệu quảng đại đến bè bạn năm châu một phần vốn liếng di sản văn hóa được tích lũy qua nhiều thế hệ người Việt. Liên đoàn cũng đang hướng tới mục tiêu xây dựng một môn quốc võ, mà trọng tâm là sự đầu tư cho các võ phái như Bình Định cũng như các hệ phái võ thuật cổ truyền khác như, Nam Hồng Sơn Thăng Long võ đạo Tân Khánh Bà Trà v.v.

## Rèn luyện và khảo thí võ tại triều đình

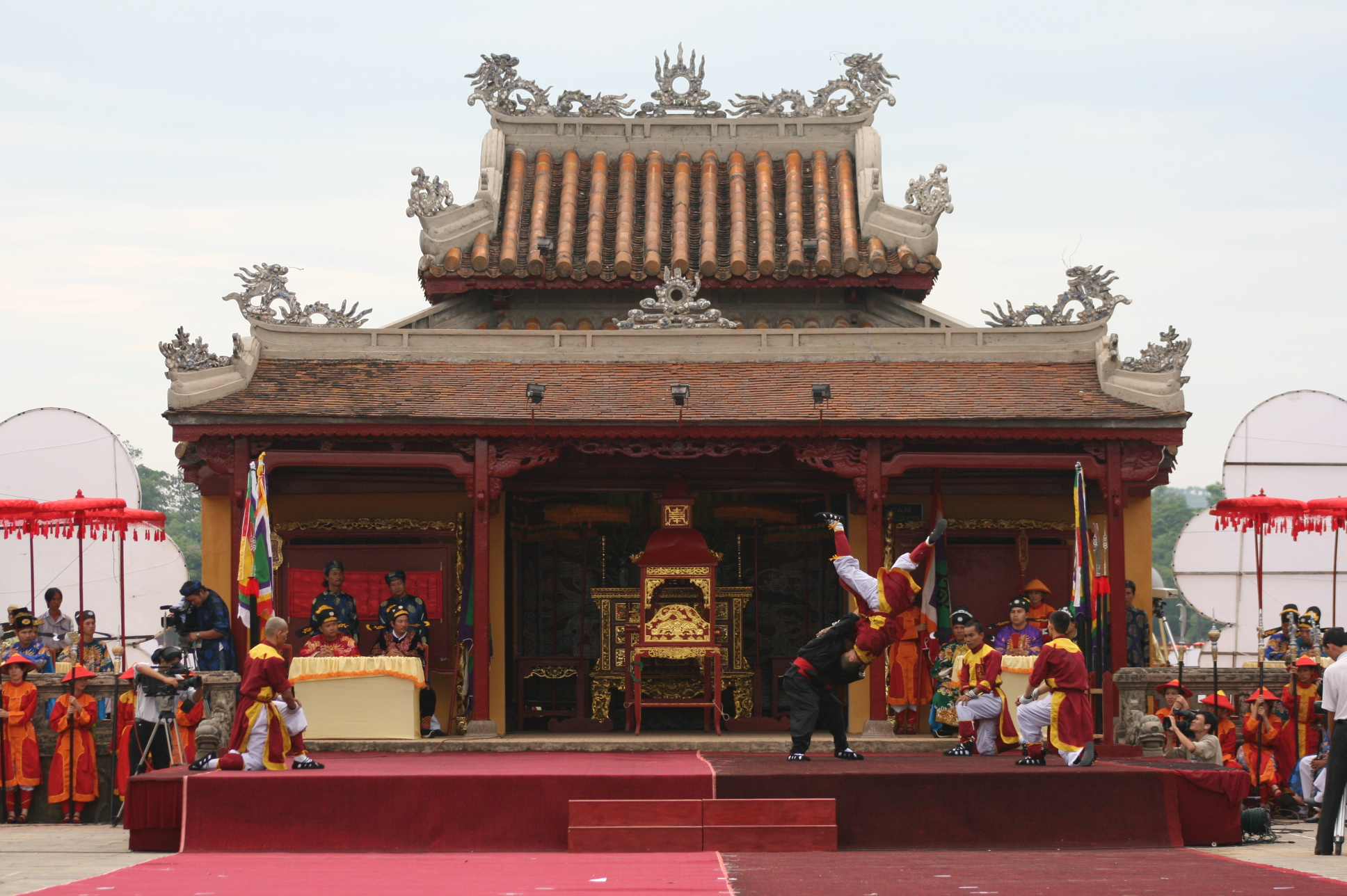
Tái tạo Hội thi Tiến sĩ Võ tại Festival Huế 2008

Trước thế kỷ 16, các vua chúa bổ dụng các võ tướng trong triều dựa trên những cống hiến, công trạng hoặc gia thế của họ chứ không qua thi tuyển. Do đó, đa số các võ tướng cao cấp trong triều là người của hoàng gia.
Năm 1253 triều Trần cho lập Giảng Võ đường, một trường rèn luyện võ dành cho hoàng thân quốc thích là các võ tướng. Cũng trong khoảng thời gian này Trần Quốc Tuấn đã soạn Binh thư yếu lược, một cuốn sách nhằm chỉ dạy tướng sĩ rèn luyện binh pháp, võ nghệ. Nhờ dạy và học võ một cách bài bản, triều Trần đã có nhiều tướng lĩnh nổi tiếng như Trần Quốc Tuấn, Trần Quang Khải, Trần Khánh Dư, Phạm Ngũ Lão v.v., góp phần to lớn vào chiến thắng chống quân Nguyên Mông xâm lược.
Năm 1721 dưới thời Lê Dụ Tông, trường đào tạo võ đầu tiên cho quảng đại quần chúng được mở tại Thăng Long mang tên Võ Học sở, đồng thời bổ nhiệm một vị quan chịu trách nhiệm giảng dạy binh pháp. Chúa Trịnh Cương rất lưu tâm đến việc đào tạo tướng lĩnh, ông cũng là người biên soạn những quy định và thể chế thi tuyển võ học. Các kỳ thi ở cấp hương thôn, gọi là "sở cử" được tổ chức ba năm một lần vào các năm Tí, Ngọ, Mão, Dậu. Kỳ thi Hội (bác cử) diễn ra tại Thăng Long vào các năm Thìn, Tuất, Sửu, Mùi. Mỗi kỳ thi gồm ba phần: thứ nhất là kiểm tra kiến thức binh pháp cổ, thứ hai là kiểm tra công phu võ học (cưỡi ngựa, bắn cung, kiếm thuật, côn thuật), thứ ba là chiến thuật và chiến lược quân sự.
Năm 1731, chúa Trịnh Giang tiếp tục soạn thêm những quy định về võ thí sau khi nhận ra có nhiều võ sinh xuất sắc đã trượt ở phần thi viết luận về chiến lược dùng binh. Theo những quy định do nhà chúa sửa đổi, công phu võ học được nhấn mạnh hơn là kiến thức về chiến lược quân sự. Tới năm 1740, nhà Lê đã xây dựng Võ Miếu để tôn thờ các binh gia nổi tiếng của Trung Quốc và Việt Nam như Tôn Tử, Quản Tử và Trần Quốc Tuấn. Trong suốt thời vua Lê chúa Trịnh (1428-1788) có 19 cuộc thi võ được tổ chức và lấy đỗ 200 võ sinh. Các cuộc thi võ tại triều đình này chỉ ngưng một thời gian ngắn khi Nguyễn Huệ đưa quân ra Bắc Hà "phò Lê, diệt Trịnh", và được tái tổ chức sau đó dưới thời Tây Sơn.
Các vua nhà Nguyễn cố gắng mở cõi về phương Nam nên rất chú trọng việc tuyển chọn và rèn luyện quan võ. Năm 1836, Minh Mạng ban đạo dụ nói rõ: để cai trị đất nước cần chú ý cả văn trị và võ công. Nhà vua còn đặt ra những chế định cho các kỳ thi võ hai cấp: thi Hương và thi Hội, trong đó thi Hương tổ chức vào các năm Dần, Thân, Tị, Hợi; thi Hội tổ chức vào năm Tí, Ngọ, Mão, Dậu. Các cuộc thi võ ở Huế thường tổ chức vào tháng bảy âm lịch, với những hạng mục như xách tạ, chiến đấu tay không, sử dụng vũ khí (côn, đao, khiên, thương), đặc biệt là sử dụng thiết côn nặng gần 20 kg để đấu đối kháng và thương dài 3,3 mét để đâm các hình nộm. Trong vòng thi thứ ba các thí sinh được kiểm tra kỹ năng bắn súng. Những thí sinh trúng tuyển lại phải trải qua một vòng khảo thí về "võ kinh thất thư" (bảy bộ sách kinh điển về võ học), đồng thời thi đấu tự chọn một trong 18 môn loại võ khí thuộc thập bát ban võ nghệ.
Từ 1802 đến 1884 nhà Nguyễn tổ chức 74 kỳ thi ở các cấp và tổng số có 3893 thí sinh vượt qua được cả kỳ thi văn và thi võ. Các thí sinh trúng tuyển qua các kỳ thi với thành tích cao được phong tiến sĩ võ.
Nhìn chung, các kỳ thi võ tại triều đình phong kiến Việt Nam rất khác với thí võ theo nghĩa hiện đại, trọng tâm nhấn mạnh tính tập thể, trải nghiệm của võ sinh trong chiến trận qua sự vận dụng binh pháp, kỹ thuật chiến tranh và tương đối ít đề cao cá nhân tính, ít nhấn mạnh những sở học võ công của riêng một người. Do đó Việt Nam trong suốt tiến trình lịch sử không có truyền thống võ học kiểu Trung Hoa với các đại môn phái, các bang hội, các chưởng môn nhân lừng danh và những hiệp sĩ hành hiệp giang hồ.
Các kỳ thi võ tại triều đình phong kiến Việt Nam chấm dứt vào năm 1880 khi người Pháp bắt đầu tăng cường nền cai trị của họ tại Việt Nam.

## Đặc điểm

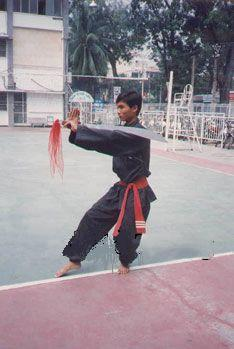
Hướng Đông chấp thủ nghiêm chào- lời thiệu cho bài Tứ Linh Đao

Bên cạnh những nét tương đồng với nền võ thuật rộng lớn của Trung Hoa do ảnh hưởng từ giao lưu văn hóa trong lịch sử, các võ phái Việt Nam đặc biệt là các hệ phái võ thuật cổ truyền vẫn thể hiện những đặc điểm khác biệt rõ rệt với các nền võ học khác trên thế giới nói chung và Trung Hoa nói riêng:
- Lời thiệu của các bài quyền, bài binh khí thường làm bằng thơ, phú có vần điệu, đặc biệt có nhiều bài thơ Nôm, khác hẳn với các võ phái Trung Hoa hoặc không có lời thiệu, hoặc lời thiệu chỉ là sự liệt kê thứ tự chiêu thức một cách rời rạc.
- Bộ pháp: vận hành theo đồ hình bát quái, với nguyên lý "lưỡng túc bát quái vi căn" (hai chân lấy bát quái làm nền tảng), khi đứng thì vững như đá tảng, khi di chuyển thì nhẹ nhàng linh hoạt như lá bay.
- Cước pháp: nổi tiếng với rất nhiều đòn độc cước, trong đó có những đòn đá chớp nhoáng tấn công ở tầm trung đẳng trở xuống, ít có những đòn đá ở tầm thượng đẳng hoặc những đòn đá bay thiên về biểu diễn.
- Thủ pháp: áp dụng theo ngũ hành pháp với nguyên lý "song thủ ngũ hành vi bản" (hai tay lấy ngũ hành làm nền tảng).
- Kỹ thuật: Các đòn thế được chọn lọc, phân thế riêng phù hợp với cách đánh của từng dạng đối tượng, địa hình (có thể đánh trên lưng ngựa, voi, cọc gỗ, thành giếng) nhất là lối đánh cận chiến một người chống lại nhiều người. Rất ít có các kỹ thuật thiên về màu mè hoa dạng mà mang tính thực dụng cao độ.
- Tận dụng triệt để lối đánh "cộng lực", dựa vào sức lực đối phương để triệt hạt đối phương theo nguyên lý "tá lực đả lực", lấy nghịch để chế thuận.
- Binh khí: các võ phái Việt Nam truyền thống nổi tiếng với nhiều loại binh khí được chế tác từ các dụng cụ thô sơ trong nghề nông, như Thiết lĩnh, một dạng tương tự côn nhị khúc; Bút chì (vũ khí) chế từ chiếc xẻng có buộc thêm dây dài vào cán để phóng; Tề mi côn làm bằng tre, tầm vông còn gọi là roi chiến. Đặc biệt tề mi côn với những kỹ thuật độc đáo như thế "đâm so đũa", một tuyệt kỹ bí truyền chưa có cách hóa giải[2]. Các võ phái tại Bình Định còn thường xuyên phổ dụng môn binh khí là dải lụa được buộc vật nặng ở đầu, một vũ khí mềm hơn nhuyễn tiên của Trung Hoa, nhưng không kém phần uy lực thuộc thập bát ban võ nghệ Việt Nam.

## Các hệ phái
Ở Việt Nam các hệ phái được phát triển rất đa dạng và phong phú từ hàng ngàn năm nay. Do ảnh hưởng bởi văn hóa Trung Hoa, Võ thuật Việt Nam thường có nhiều nét giống Võ thuật Trung Quốc, dù vẫn có những nét đặc trưng riêng do ảnh hưởng văn hóa địa phương và đặc điểm môi trường.
Dưới đây là những môn phái võ thuật được ghi nhận phát triển tại Việt Nam ngày nay, kể cả các môn phái võ thuật Việt Nam được phát triển ở nước ngoài, bao gồm những môn phái là thành viên của Liên đoàn Võ thuật cổ truyền Việt Nam, hoặc có số lượng môn sinh theo tập trên 10.000 người.

### Các hệ phái chính
Các hệ phái võ thuật cổ truyền ở Việt Nam đa dạng nhưng có thể xếp vào 5 nhóm chính: Nhóm Bắc Hà (miền Bắc), nhóm Bình Định (miền Trung), nhóm Nam Bộ (miền Nam), các võ phái có nguồn gốc từ Trung Quốc và các võ phái Việt Nam phát triển ở nước ngoài.

#### Nhóm Bắc Hà

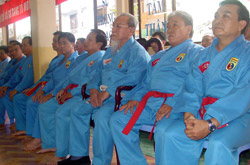
Các vị tiền bối của Vovinam

Hà Nội và vùng phụ cận được xem là cái nôi của Võ cổ truyền. Trước đây nhiều môn sinh khu vực này đã vượt qua nhiều cuộc khảo thí võ rất gian nan do triều đình phong kiến tổ chức tại Giảng Võ đường. Sau năm 1880 khi mà thi võ bị triều đình bãi bỏ, nhiều võ gia vẫn tiếp tục bí truyền các kỹ năng lại cho con cháu. Các phái võ Bắc Hà ban đầu đều phát triển ở miền Bắc Việt Nam dù có môn phái sau đó đã ảnh hưởng lan rộng đến các khu vực khác trong cả nước. Một số môn phái tiêu biểu như: Vật Liễu Đôi, Nhất Nam, Nam Hồng Sơn, Việt Võ đạo (Vovinam)...

#### Nhóm Bình Định
Bình Định là vùng đất từng thuộc vương quốc Chăm Pa, nơi có truyền thống võ thuật lâu đời mà những phù điêu Chăm Pa còn lưu giữ hình ảnh. Đây cũng là cái nôi võ thuật miền Trung gắn liền với triều đại Tây Sơn (1778-1802). Trong thế kỷ 18, một số võ sư nổi tiếng từ miền Bắc Việt Nam và Trung Quốc chuyển đến định cư tại vùng này và dạy võ cho người dân địa phương. Trong số này có Trương Văn Hiến (vùng Thanh Hóa, Nghệ Tĩnh), Trần Kim Hùng (có tổ tiên sáng lập thôn Trường Đình, Tây Sơn), Đinh Văn Nhưng (người Ninh Bình), Diệp Kim Tòng (từ Phúc Kiến).
Từ cuối thế kỷ 18, các võ sư đã gây dựng tại Bình Định phái võ Tây Sơn (còn gọi là Võ trận Tây Sơn) độc đáo, kết hợp của nhiều hình thức và kỹ thuật từ những môn phái Bình Định khác nhau. Nguyên tắc của môn phái này là: "nhất mạnh, nhì nhanh, thứ ba giỏi", nhấn mạnh tầm quan trọng đặc biệt của sức mạnh, sự khéo léo, và kỹ thuật có uy lực thực dụng. Tuy nhiên, cùng với sự suy vi của dòng họ Tây Sơn, nhiều kỹ thuật của phái võ trận này chỉ còn được truyền dạy trong các chi phái võ của các gia tộc tại Bình Định.
Tên gọi "Võ Bình Định" nguyên khởi xuất hiện vào thế kỷ thứ 15, do Nguyễn Trãi đặt và được truyền nối rồi ngộ nhận là môn võ xuất phát từ vùng Bình Định vào thời Tây Sơn. Sau khi khởi nghĩa Lam Sơn thành công, Lê Lợi đặc biệt lưu tâm đến việc trui rèn võ nghệ cho quân đội nên cho mở các kỳ thi võ và mở trường dạy võ. Nhà vua ủy thác cho nhà sư Sa Viên là người huấn luyện võ nghệ cho nghĩa binh Lam Sơn từ năm 1415 mở võ đường. Nguyễn Trãi đã đặt tên cho võ đường của nhà sư Sa Viên là Võ đường Bình Định để tưởng nhớ công lao của Bình Định Vương Lê Lợi. Từ đó tên Võ Bình Định được truyền nối khắp nước.
Từ thời Tây Sơn đến nay, nhóm Bình Định bao gồm nhiều môn phái xuất phát từ Bình Định và vùng phụ cận như: roi Thuận Truyền, quyền An Thái, quyền An Vinh. Và các hình thức võ thuật do các gia tộc, các nhà sư truyền dạy như: Tây Sơn Nhạn, Thanh Long Võ Đạo, Bình Định Sa Long Cương, Võ trận Bình Định, Tân Sơn Bạch Long, Tây Sơn Thiếu Lâm, Bình Định gia. Nhiều bài danh quyền có xuất xứ từ đất Bình Định như Ngọc trản quyền, Lão mai quyền, Thần đồng quyền, Yến phi quyền (còn được gọi là Én bay thảo pháp) đã được đưa vào chương trình khảo thí võ thuật thời Nguyễn và một số bài trở thành bài quy định của Liên đoàn Võ thuật Cổ truyền Việt Nam.

#### Nhóm Nam Bộ
Các phái võ Nam Bộ xuất hiện cùng với quá trình mở rộng lãnh thổ trong thế kỷ 18 và thế kỷ 19. Sau khi kiểm soát Nam Trung Bộ, các chúa Nguyễn tiếp tục mở rộng lãnh thổ xuống phía Nam và di dân từ Quảng Nam, Đà Nẵng, Quy Nhơn vào khai khẩn đất hoang tại đồng bằng sông Cửu Long. Song song với điều đó, triều Nguyễn sau này cũng lưu đày nhiều tội phạm vào Nam. Vì vậy, nhiều người Việt ở miền Nam xuất thân từ các vùng có truyền thống võ nghệ, lại giành giật sự sống trong cuộc chiến sinh tử với vùng quê mới còn hoang dã, nên hầu hết trong số họ rất thành thạo nghệ thuật chiến đấu.
Từ cuối thế kỷ 18, bị bại trận trước quân khởi nghĩa Tây Sơn, tàn quân của chúa Nguyễn bỏ chạy xuống phía Nam quy tụ về Đồng Nai tiếp tục tuyển mộ các võ sư để rèn binh luyện khí. Sau khi nhà Nguyễn được thành lập năm 1802, nhiều người vùng này đã vượt qua các kỳ thi võ của triều đình, theo đuổi binh nghiệp và trở thành nhiều võ tướng. Một số hoàng thân quốc thích nhà Tây Sơn, để trốn tránh sự truy nã trả thù của Gia Long, cũng lưu lạc tới miền Nam, mang theo sở học của bản thân và âm thầm truyền dạy trong các gia tộc, hình thành nên nhiều võ phái nổi tiếng.
Nhiều võ sư ở miền Nam nổi danh được ví với "Tam nhật" (ba mặt trời) Hàn Bái, Bá Cát và Bảy Mùa; "Tam nguyệt" (ba Mặt Trăng) Trương Thanh Đăng, Quách Văn Kế và Vũ Bá Oai; "Tứ tú" (bốn vì sao) với Hồ Văn Lành, Trần Xil, Xuân Bình và Lý Huỳnh; Võ Thanh Tồng (Hai Ngữ). Nhiều võ sĩ miền Nam đã tham gia thượng đài với rất nhiều lần toàn thắng trước các võ sư đến từ những quốc gia lân bang như Campuchia, Lào, Xiêm. Trước năm 1975, ở miền Nam cũng đã có Tổng cuộc Quyền thuật Việt Nam của Tổng nha Thanh niên trực thuộc Bộ Văn hóa Giáo dục và Thanh niên.

#### Các võ phái có nguồn gốc Trung Hoa

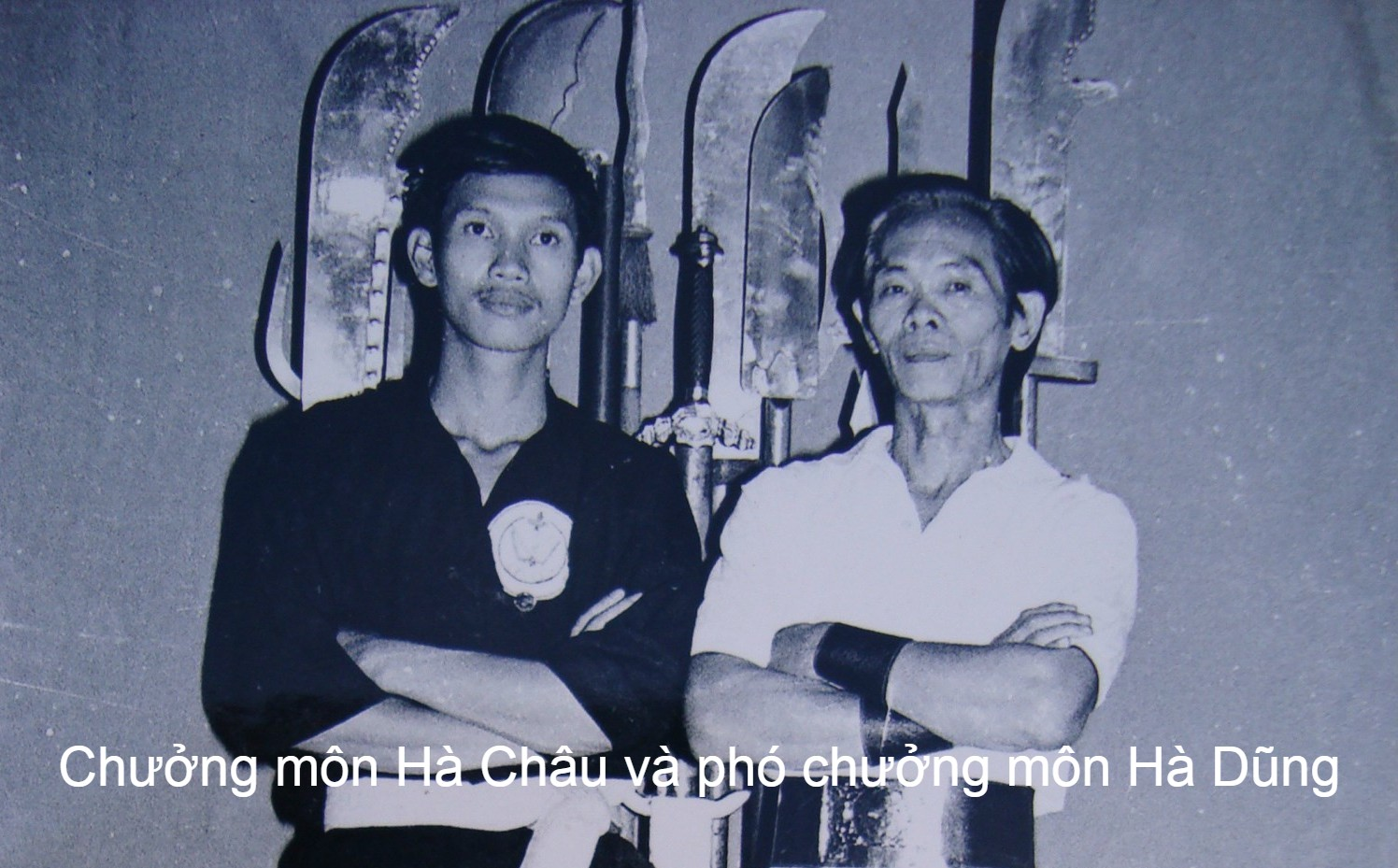
Chưởng môn Hà Châu và phó chưởng môn Hà Dũng; Môn phái Hồng Gia quyền.

Sự giao lưu, ảnh hưởng lâu đời từ Trung Hoa trong suốt trường kỳ lịch sử đã tạo nên ở Việt Nam những hệ phái võ thuật do các võ sư Trung Quốc hoặc võ sư Việt giảng dạy. Đó có thể là hệ thống được chân truyền nguyên bản từ phương Bắc, và cũng có thể là các hệ phái đã hỗn dung với kỹ thuật bản địa nhưng vẫn giữ nguyên tên gọi có gắn với võ thuật Trung Hoa. Tuy nhiên, có một đặc điểm chung nhất cho các môn phái có nguồn gốc Trung Hoa hiện đang được giảng dạy tại Việt Nam: hầu hết là những hệ thống đã ít nhiều cải biên cho phù hợp với thể chất và văn hóa của người Việt. Các môn phái tiêu biểu như Bắc Mã Sơn, Lâm Sơn Động, Phật gia quyền, Không Động, Vĩnh Xuân quyền, Thiếu Sơn Phật Gia, Thiếu Lâm Long Phi, Thiếu Lâm Bắc Truyền Thiên Mục Sơn, Thiếu Lâm Nội Gia Quyền, Thiếu Lâm Bắc Phái Mai Hãn, Thiếu Lâm Tự, Thiếu Lâm Sơn Đông, Thiếu Lâm Nam Sơn Võ Đạo, Võ Đang phái, Nga Mi phái v.v.

#### Võ thuật Việt Nam ở nước ngoài
- Bài chi tiết: Các môn phái võ thuật Việt Nam ở hải ngoại

Theo các dòng người Việt di cư ra nước ngoài, võ thuật Việt Nam cũng được truyền bá đi nhiều nước. Trong đó bao gồm Pháp và một số nước châu Âu, Mỹ, Canada. Có đến 22 môn phái võ thuật có cội nguồn từ Việt Nam tại Pháp, với hơn 30.000 võ sinh theo học. Cho đến năm 2019, võ thuật từ Việt Nam đã hiện diện tại 55 nước.